# Jérôme Clément
Pour les articles homonymes, voir Clément.
Jérôme Clément, né le 18 mai 1945 à Paris, est une personnalité française du monde de la culture et des médias, également écrivain. Il a notamment dirigé le Centre national de la cinématographie, puis a fondé Arte, la chaîne de télévision culturelle à vocation européenne. Il a aussi présidé PIASA, maison de vente aux enchères volontaires, et le conseil d'administration du théâtre du Châtelet jusqu'en 2014.
Jérôme Clément est président de la Fondation Alliance française de juin 2014 à janvier 2018. Il préside depuis 2012 le Festival de cinéma Premiers Plans d'Angers. Il a été élu président de la fondation Seydoux-La Ruche en juin 2020 et du domaine de Chaumont sur loire en mars 2022.

## Biographie
Nés d'un père catholique et d'une mère juive, Catherine et Jérôme Clément ont été baptisés catholiques, à la demande de leurs grands-parents paternels. Les grands-parents maternels sont morts déportés à Auschwitz ; Jérôme Clément prend seulement connaissance de ce drame en 1996, alors qu'il range des papiers de sa mère décédée.
Après des études en droit et en lettres, et un cursus à  l'Institut d'études politiques de Paris, Jérôme Clément est ancien élève de l' l'École nationale d'administration (1970–1972, promotion Charles de Gaulle)[réf. nécessaire].
Il commence sa carrière, en 1974, au ministère de la Culture comme chargé de mission auprès du directeur de l’architecture. Il est ensuite nommé chef de bureau du budget et du plan, et est détaché en 1976 à la Cour des comptes. Deux ans plus tard, il est nommé sous-directeur à la direction du patrimoine du ministère de la Culture.
En 1980, Jérôme Clément est nommé conseiller culturel et scientifique à l’ambassade de France en Égypte. Il rejoint, en mai 1981, le cabinet du Premier ministre Pierre Mauroy, comme conseiller chargé de la culture, des relations culturelles internationales et de la communication.
En 1982 il est admis à la French-American Foundation-France au sein du programme « Young Leaders »
Jérôme Clément est le frère de Catherine Clément, philosophe et écrivain.
Il est marié et père de quatre enfants.

## Engagement pour la culture et les médias

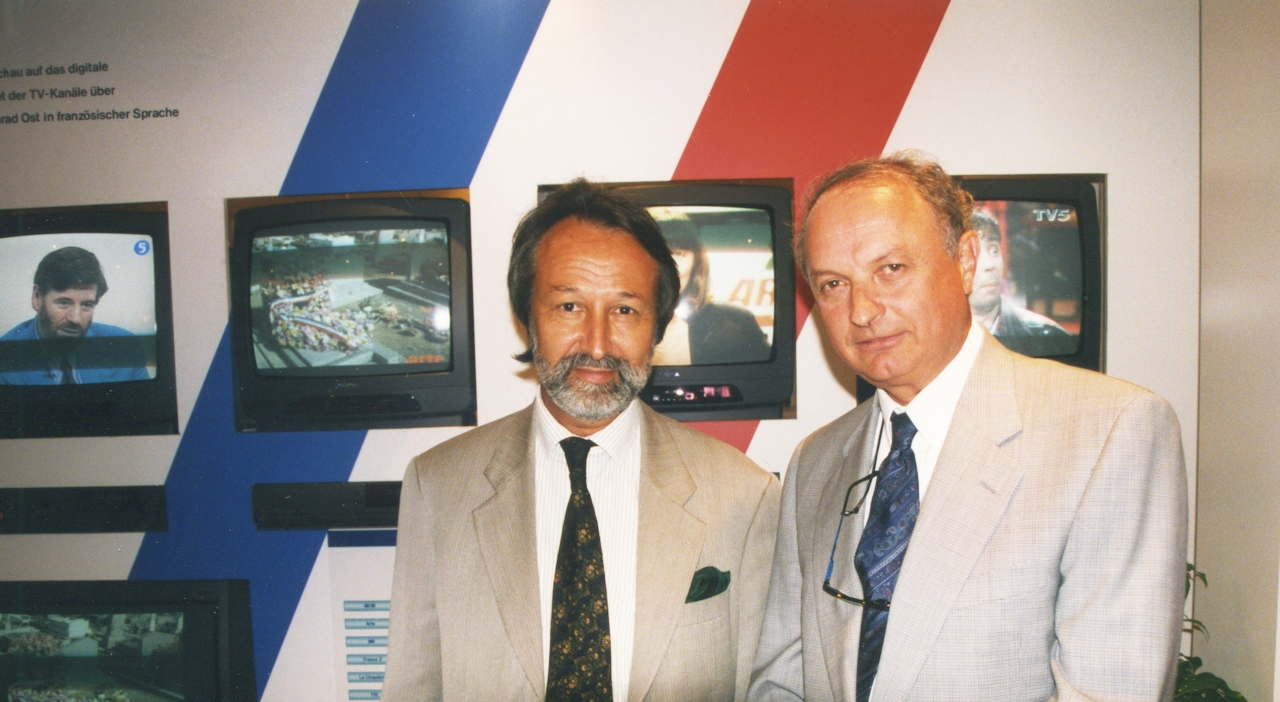
Jérôme Clément à gauche avec le PDG d'Eutelsat en 1995 pour le lancement du premier bouquet TV numérique français.

En 1984, Jérôme Clément est nommé directeur général du Centre national de la cinématographie (CNC). Création du compte de soutien audiovisuel, des Soficas, d'EURIMAGES et de la FEMIS. Dans le cadre de cette fonction, il devient membre du conseil de surveillance de la Société d'édition de programmes de télévision (La Sept).
En janvier 1989, à l'échéance de son mandat au CNC, il est désigné président du directoire de La Sept avec pour mission sa mise à l’antenne comme chaîne européenne de la culture sur le réseau hertzien. La volonté du président français François Mitterrand et du chancelier allemand Helmut Kohl de soutenir le projet de chaîne de télévision culturelle franco-allemande voit le jour en avril 1991 sous le nom d'Arte (Association relative aux télévisions européennes) en tant que groupement européen d'intérêt économique (GEIE), qui fait fonction de holding franco-allemand. Elle est composée à parité par La Sept/Arte France et Arte Deutschland TV GmbH (ARD + ZDF).
Jérôme Clément devient également président du comité de gérance de la chaîne. Par règle d'alternance, il est remplacé de 1999 à 2003 par Jobst Plog, l'intendant du Norddeutscher Rundfunk (NDR). Jérôme Clément occupe de nouveau cette fonction de 2003 à 2007, date à laquelle lui succède l'Allemand Gottfried Langenstein.
Parallèlement, Jérôme Clément a été président directeur général de La Cinquième avant qu’elle ne devienne France 5, d’avril 1997 à août 2000.
Le 20 mars 2006, Jérôme Clément est réélu président du directoire d’Arte France pour une durée de 5 ans à compter du 22 mars. Il quitte ses fonctions à l'échéance de ce mandat le 22 mars 2011 et est alors remplacé par Véronique Cayla.
Jérôme Clément a présidé le conseil d'administration du Théâtre national du Châtelet de 2010 à 2015. Il a présidé également le conseil d'administration de PIASA, Société de vente aux enchères volontaires.
En juin 2014, Jérôme Clément est nommé président de la Fondation Alliances Françaises (2014-2018).
Il est président du Festival Premiers Plans d'Angers, depuis 2012.
Il a été élu à l’unanimité président de la fondation Seydoux-La Ruche en juin 2020 et,également à l’unanimité,du domaine de Chaumont sur Loire en mars 2022.
Jérôme Clément a été administrateur de plusieurs entreprises à caractère culturel : Orchestre de Paris, théâtre du Châtelet (2010-2015), notamment. Le 9 septembre 2010, il est nommé au conseil d'administration du musée d'Orsay.
Il a été président du festival Musica jusqu'en 2001.
Il a été président du conseil scientifique du Festival Normandie impressionniste en 2010, puis commissaire général en 2013.
En 2016, il est commissaire de l'Exposition Normandie Impressionniste.
En mars 2013, il est le président du 15e Festival du film asiatique de Deauville.
En 2017, Jérôme Clément est président du Festival Ciné Salé Le Havre.
En 2018, Jérôme Clément est membre du comité scientifique et culturel du projet de musée Belle Époque Marcel Proust de Cabourg. Il est également, depuis sa création, membre du Cercle littéraire proustien de Cabourg.
Il est membre du jury du 8e Festival du film francophone d'Angoulême.
Membre du club Le Siècle, il se porte en 2018 candidat à l'Académie française.

## Prises de position
S'exprimant en 2014 au sujet des hommes politiques et de la culture, il déclare regretter que « le champ politique n’est plus irrigué par des personnalités nourries de culture ».
Il publie en 2016 L'Urgence culturelle, aux Éditions Grasset & Fasquelle, où il livre son « analyse de l'évolution des politiques culturelles en France et dresse le portrait sans concession de leur délaissement par l'État. »

## Publications

### Livres
- Socialisme et multinationales, Éditions Flammarion, 1978
- Un homme en quête de vertu, Éditions Grasset & Fasquelle, 1992
- Lettres à Pierre Bérégovoy, Éditions Calmann-Lévy, 1994
- La Culture expliquée à ma fille, Éditions du Seuil, 2000 (actualisé et réédité en 2012)
- Les Femmes et l’Amour, Éditions Stock, 2002
- Plus tard, tu comprendras, Grasset et Fasquelle, 2005  (ISBN 2246653916). Cet ouvrage donne lieu à une adaptation cinématographique par le réalisateur Amos Gitaï en 2008.
- Le Dictionnaire des Papous dans la Tête, Éditions Gallimard, 2007
- Plus tard, tu comprendras suivi de Maintenant je sais, Éditions Grasset & Fasquelle, 2009
- Le Choix d'ARTE, Éditions Grasset & Fasquelle, 2011
- L'Urgence culturelle, Éditions Grasset & Fasquelle, 2016
- Brèves histoires de la culture, Éditions Grasset, 2018
- Vitraux, avec Tahar Ben Jelloun, éditions Gallimard, 2021
- De Mao à Xi Jin ping, Carnets d’un voyageur engagé ,Editions l’Archipel   2025

### Cinéma
En coproduction avec Siècles Productions, dirigé par Georges-Marc Benamou :
- Alias Caracala, de Daniel Cordier
- Lauren Bacall
- Plus tard tu comprendras (2009) : l'adaptation du récit autobiographique de Jérôme Clément, paru en 2005[10]. Film d’Amos Gitaï produit par Image et compagnie (Serge Moati)pour France2
- Les marchands d’Hitler
- L'Enlèvement de Klaus Barbie
- Malraux au pouvoir
- Juliette dans son bain (Arte 2021)
- L’aventure du Surréalisme (Arte 2024)

### Radio
Il participe à de nombreuses émissions sur France Culture, notamment : 
- Des Papous dans la tête
- À voix nue : Juliette Binoche, Daniel Cordier, Bertrand Lavier, Costa Gavras, Anne Queffélec, Line Renaud, Metin Arditi, Fabienne Servan-Schreiber, Fabienne Verdier, Dominique Besnehard, Plantu, Jean-Michel Ribes, Jean-Michel Wilmotte, Marin Karmitz
- Les femmes et l'amour, 2000 [11]
- Brèves histoires de la culture, été 2017, 40 émissions.

## Distinctions

### Récompenses
- 2010 : Laurier d'Or[12]
- 2011 : Caméra de la Berlinale pour son engagement en faveur du cinéma d'auteur[13],[14]
- 2017 : Prix du rayonnement francophone pour la fondation Alliance française décerné par l'Organisation internationale de la francophonie[15]
- 2023 : David de l'expertise comme personnalité de l'année, décerné par la Fédération Européenne des Experts d'Art.

### Décorations
- Chevalier de la Légion d'honneur (25 novembre 1993)[16]
- Officier de la Légion d'honneur (18 mai 2003)
- Commandeur de la Légion d'honneur (13 juillet 2012)
- Chevalier de l'ordre national du Mérite
- Commandeur de l'ordre des Arts et des Lettres
- Commandeur de l'ordre du Mérite de la République fédérale d'Allemagne
- Officier de l'ordre du Mérite de la république de Pologne
- Officier de l'ordre du Mérite de Bade-Wurtemberg